# Mieko Kawakami

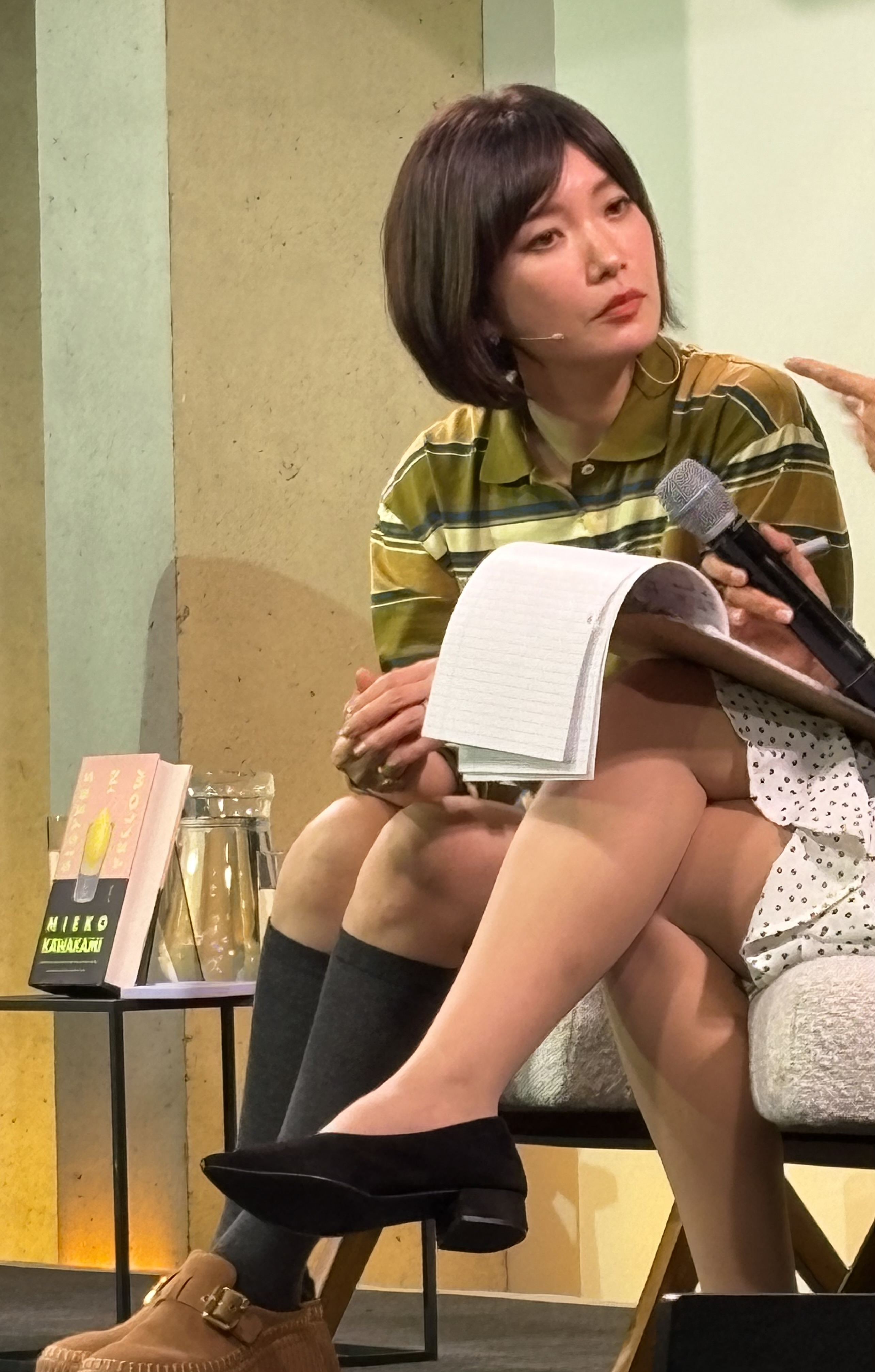
Mieko Kawakami bei einer Lesung in Tokyo (2014)

Mieko Kawakami (japanisch 川上 未映子, Kawakami Mieko; * 29. August 1976 in Ōsaka) ist eine japanische Schriftstellerin und Sängerin.

## Leben und Werk
Mieko Kawakamis erster Roman entstand in ihrem Blog. Für ihren zweiten Roman Chichi to Ran (乳と卵, deutsch: „Brüste und Eier“), der sich mit der Frage befasst, „was es heißt, als Frau ein sinnreiches und selbstbestimmtes Leben zu führen“, wurde sie 2007 mit dem Akutagawa-Preis ausgezeichnet.
Kawakamis Werke wurden u. a. ins Koreanische, Chinesische und Deutsche übersetzt. Als Vertreterin einer jungen rebellischen Autorengeneration entzieht sie sich in ihren in rasanter Sprache geschriebenen Werken dem Klischee der unterwürfigen japanischen Frau. Für Hevun (ヘヴン, „Heaven“; dt. 2021 unter dem Titel Heaven) erhielt sie 2010 den Murasaki-Shikibu-Literaturpreis und errang auch den 6. Platz beim Großen Preis der Buchhändler. Im Jahr 2022 folgte für die englischsprachige Übersetzung unter dem Titel Heaven eine Nominierung (Shortlist) für den International Booker Prize. 2023 wurde Kawakamis dritter Roman All die Liebenden der Nacht auf Deutsch übersetzt. Sie hatte für den Schreibprozess sechs Monate gebraucht.
Seit 2011 ist sie mit dem japanischen Schriftsteller Abe Kazushige verheiratet.

## Werke in deutscher Übersetzung
- Brüste und Eier (夏物語, Natsu monogatari, 2019), aus dem Japanischen von Katja Busson, DuMont Buchverlag, Köln 2020, ISBN 978-3-8321-8373-8.
- Heaven (ヘヴン, Hevun, 2009), aus dem Japanischen von Katja Busson, DuMont Buchverlag, Köln 2021, ISBN 978-3-8321-8374-5.
- All die Liebenden der Nacht (すべて真夜中の恋人たち, Subete mayonaka no koibitotachi, 2011), aus dem Japanischen von Katja Busson, DuMont Buchverlag, Köln 2023, ISBN 978-3-8321-8229-8.
- Frühlingsängste (春のこわいもの, Haru no kowai mono, 2022), aus dem Japanischen von Katja Busson, Audible 2023, gelesen von Agnes Kiyomi Decker (bislang nur als Hörbuch erschienen).
- Das gelbe Haus (黄色い家, Kiiroi Ie, 2023), aus dem Japanischen von Katja Busson, DuMont Buchverlag, Köln 2025, ISBN 978-3-8321-6834-6

## Rezensionen
Lisette Gebhardt: „Die Heilung der inneren Schriftstellerin“ im Onlinemagazin JaLi für Japanische Literatur und Kultur, Februar 2021
Lisette Gebhardt: „Zwei Omegas? Destruktive Gruppendynamik in einer japanischen Schulklasse - Mieko Kawakami operiert in 'Heaven' mit der Psychologie des Mobbings“ auf Literaturkritik.de, 24. November 2021
Lisette Gebhardt: „Das Schicksal einer Sprachalchemistin - Mieko Kawakamis Roman 'All die Liebenden der Nacht' kreist um die Metapher des Lichts“ auf Literaturkritik.de, 13. Juli 2023